# Black Lion Records
Black Lion war ein britisches Jazz-Label, das 1968 von Alan Bates (1925–2023) gegründet wurde. 
Bates veröffentlichte auf seinem Label eher im Mainstream Jazz angesiedelte Musik amerikanischer Jazzmusiker, zum Beispiel von Ben Webster, Buck Clayton, Earl Hines, Teddy Wilson, Dexter Gordon, Barney Kessel oder Oscar Pettiford, aber auch Sun Ra (Pictures of Infinity), Thelonious Monk (seine letzten Aufnahmen unter eigenem Namen, Something in Blue 1971), sowie von Stéphane Grappelli und Abdullah Ibrahim. Daneben wurden auch englische Jazzmusiker wie Humphrey Lyttelton, Alex Welsh und Chris Barber herausgebracht. Beim Montreux Jazz Festival 1973 präsentierte sich das Label mit seinen Mainstream-Musikern und dokumentierte diese Auftritte auch auf Platte.
Das Sub-Label Freedom veröffentlichte eher der Avantgarde zugeordnete Jazzmusiker wie Cecil Taylor, Albert Ayler, Archie Shepp, Julius Hemphill oder das Art Ensemble of Chicago (Tutankhamun, 1974). Freedom wurde später von Arista übernommen. In den 1990er Jahren wurden einige Titel bei DA Music (Deutsche Austrophon, Teil der Pallas Group, Diepholz) neu herausgebracht.
Alan Bates übernahm in den 1980er Jahren Candid Records. Bates starb im Januar 2023 im Alter von 97 Jahren.